# Чези
Чези (венг. Csézy, полное имя Эржебет Чези венг. Erzsébet Csézi) — венгерская певица. Родилась 9 октября 1979 в городе Мезёкёвешд, Венгрия.
8 февраля 2008 была выбрана представлять Венгрию на Евровидении в Белграде с песней Candlelight.

## Дискография

### Альбомы
- 9 ноября 2007 — «Szívverés» (# 9 )
- 15 сентября 2009 — «Csak egy nő»

### Синглы
- «Szívverés»/«Candlelight» (Szívverés)
- «Általad vagyok» (Szívverés) (# 24 )
- «Csak egy nő» (Csak egy nő)